# 王鶴齡 (明朝)
王鶴齡（1576年—？），字禧兆，號仁斋，山西平陽府解州平陆县人，明朝政治人物。

## 生平
万历三十四年（1606年）丙午科山西乡试举人，三十五年（1607年）丁未科進士，吏部觀政，三十六年授河南祥符知县，三十七年河南同考，丁憂，四十一年考察，四十三年補枣强知县，四十四年升刑部主事，四十七年升员外，四十八年升郎中。

## 家族
曾祖王进禄，壽官。祖父王东阳，典史。父王化行，儒官。母谭氏。慈侍下。弟王延龄，贡士；王益龄，儒官；王嘉龄。